# Adauchi
Pour plus de détails, voir Fiche technique et Distribution.
Adauchi (仇討, litt. « La Vengeance ») est un film japonais réalisé par Tadashi Imai, sorti en 1964.

## Synopsis
Shinpachi Ezaki, un samouraï de basse extraction, se querelle avec Magodayu Okuno, un officier de haut rang, au cours d'une banale inspection d'armes. La querelle débouche sur un duel illégal et la mort de Magodayu. Pour sauver la face des deux familles, les deux participants sont déclarés fous et Shinpachi est envoyé en exil dans un temple éloigné.

## Fiche technique
- Titre original : 仇討 (Adauchi?)
- Titre anglais : Revenge
- Réalisation : Tadashi Imai
- Scénario : Shinobu Hashimoto
- Photographie : Shun'ichirō Nakao (ja)
- Musique : Toshirō Mayuzumi
- Décors : Takatoshi Suzuki (ja)
- Montage : Shintarō Miyamoto
- Producteur : Hiroshi Ōkawa (ja)
- Société de production : Tōei
- Pays de production :  Japon
- Langue originale : japonais
- Format : noir et blanc - 2,35:1 - 35 mm - son mono
- Genre : film historique ; drame ; jidai-geki
- Durée : 103 minutes[1] (métrage : neuf bobines - 2 834 m[1])
- Date de sortie :
  - Japon : 1er novembre 1964[1]

## Distribution
- Kinnosuke Nakamura : Shinpachi Ezaki
- Takahiro Tamura : Jubei Ezaki, le frère aîné de Shinpachi
- Ai Sasaki (ja) : Michi, la sœur de Shinpachi
- Yoshiko Mita : Ritsu Nishida, l'amie de Michi
- Kinzō Shin : Nishida, le père de Ritsu
- Shigeru Kōyama : Magodayu Okuno
- Tetsurō Tanba : Shume Okuno, son frère cadet
- Tetsuo Ishidate (ja) : Tatsunosuke Okuno, le troisième frère
- Yoshi Katō : Denbei Niwa, leur oncle
- Eitarō Shindō : le grand prêtre
- Shōichi Ozawa : Samon Kōyama, un ami de Shinpachi
- Ken Mitsuda : Tanomo Katagai
- Masao Mishima : Kobe Ogawa
- Haruo Tanaka : Shiraki Jinzaemon, son assistant
- Kikue Mōri : la mère de Shinpachi
- Toshie Kimura (ja)
- Junkichi Orimoto (ja)
- Rin'ichi Yamamoto (ja) : Seibei Fujimaki
- Kinji Nakamura (ja)

## Autour du film
Alors que le film se présente comme un jidai-geki s'attardant sur les préparatifs d'un duel officiel pour résoudre un conflit entre deux clans, l'affrontement final, et le film avec lui, tourne au chanbara lorsque le personnage principal découvre qu'il s'agit d'une mascarade et que d'autres hommes que son adversaire désigné sont en fait venus pour l'exécuter aux yeux de tous.
Le film est classé à la 9e place du classement des dix meilleurs films japonais de l'année 1964 par la revue Kinema Junpō.